# Comté de Lac-Saint-Jean-Ouest
Pour les articles homonymes, voir Lac-Saint-Jean.
Le comté de Lac-Saint-Jean-Ouest était un comté municipal du Québec ayant existé ayant existé entre 1890 et 1982.
Il a été créé en 1890 par détachement du comté de Chicoutimi, en même temps que le comté de Lac-Saint-Jean-Est. À l'origine, il était désigné sous le nom de Deuxième division du comté de Lac-Saint-Jean.
Le territoire qu'il couvrait est aujourd'hui compris dans la région administrative du Saguenay–Lac-Saint-Jean et correspondait aux actuelles municipalités régionales de comté (MRC) du Domaine-du-Roy et de Maria-Chapdelaine. Son chef-lieu était la municipalité de Roberval.

## Municipalités situées dans le comté
- Albanel (détaché de la municipalité des cantons-unis de Normandin-et-Albanel en 1900 ; la municipalité de village se détache de la municipalité de canton en 1930 ; les deux sont réunies à nouveau en 1990[2])
- Chambord (créé en 1873 sous le nom de Saint-Louis-de-Métabetchouan ; renommé Saint-Louis-de-Chambord en 1916 ; la municipalité de village de Chambord s'en détache en 1933 ; les deux sont regroupés en 1973 sous le nom de Chambord[3])
- Dolbeau (créé en 1927 ; fusionné à Mistassini en 1997 sous le nom de Dolbeau-Mistassini[4])
- Girardville (créé en 1921[5])
- Lac-Bouchette (créé en 1930[6])
- Mistassini (créé en 1897 sous le nom de Saint-Michel-de-Mistassini ; le village de Mistassini s'en détache en 1930 ; les deux sont regroupés en 1976 sous le nom de Mistassini ; fusionné à Dolbeau en 1997 sous le nom de Dolbeau-Mistassini[4]
- Normandin (détaché de la municipalité des cantons-unis de Normandin et Albanel en tant que municipalité du canton de Normandin en 1899 ; le village de Normandin s'en détache en 1926 ; les deux sont réunis en 1979[7])
- Normandin et Albanel (cantons-unis) (créé en 1890 ; dissout en 1900[7])
- Notre-Dame-de-la-Doré (créé en 1906 sous le nom de Saint-Félicien-Partie-Nord-Ouest ; renommé Notre-Dame-de-la-Doré en 1915 ; renommé La Doré en 1983[8])
- Notre-Dame-de-Lorette (créé en 1966[9])
- Péribonka (créé en 1903 sous le nom de Saint-Amédée-de-Péribonka ; la municipalité de Péribonka s'en détache en 1908, et les deux fusionnent en 1926 sous le nom de Péribonka[10])
- Roberval (détaché de Lac-Saint-Jean en 1859[11])
- Saint-André-du-Lac-Saint-Jean (créé en 1901 sous le nom de Saint-André ; la municipalité de village du même nom s'en détache en 1955 ; les deux sont réunies en 1969 sous le nom de Saint-André-du-Lac-Saint-Jean[12])
- Saint-Augustin (créé en 1925[13])
- Saint-Edmond (créé en 1938 ; renommé Saint-Edmond-les-Plaines en 2004[14])
- Sainte-Hedwidge (créé en 1909[15])
- Sainte-Jeanne-d'Arc (créé en 1924 ; la municipalité de village du même nom s'en détache en 1949 ; les deux sont réunies à nouveau en 1970[16])
- Saint-Eugène (détaché de Saint-Michel-de-Mistassini en 1923 ; renommé Saint-Eugène-d'Argentenay en 1997[17])
- Saint-Félicien (créé en 1882[18])
- Saint-François-de-Sales (créé en 1889[19])
- Saint-Méthode (créé en 1886[18])
- Saint-Prime (créé en 1873[20])
- Saint-Stanislas (créé en 1931[21])
- Saint-Thomas-d'Aquin (créé en 1893 ; fusionné à Lac-Bouchette en 1971[6])
- Saint-Thomas-Didyme (créé en 1923[22])
- Val-Jalbert (créé en 1915 ; fusionné à Saint-Louis-de-Chambord en 1971[23])

## Formation
Le comté de Lac-Saint-Jean-Est comprenait lors de sa formation les localités suivantes détachées du comté de Chicoutimi: Roberval, Saint-Louis-de-Metabetchouan, Saint-François-de-Sales, Saint-Prime, Saint-Méthode et Normandin-et-Albanel ainsi que les cantons et territoires non organisés situés à l'ouest des rivières Péribonka et Métabetchouan.